# La Tournette
La Tournette (2.351 m) és una muntanya al massís dels Bornes a l'Alta Savoia, França. És la muntanya més alta de les que envolten el llac d'Annecy/Èneci i té una prominència de 1.514 m (sent, doncs, un pic ultra prominent).
Per la cara sud-oest, orientada al llac, és possible d'arribar-hi en cotxe fins al Xalet De L'Aulp i des d'aquest punt la cima pot ser assolida en unes 3 hores aproximadament per un camí ben marcat. El terç final de l'ascensió requereix alguns passos de grimpada, però les seccions més delicades estan protegides per cadenes i escales.